# Sesso (Reggio Emilia)
Sesso o Villa Sesso (Sèss in dialetto reggiano) è una frazione del comune di Reggio Emilia.

## Geografia fisica
Sita nella pianura Padana, Villa Sesso sorge sulla sponda destra del Crostolo, a 7 km a nord-ovest del Centro. È l'ultima Villa reggiana che s'incontra prima di entrare nel territorio comunale di Cadelbosco di Sopra.

## Storia
Villa Sesso viene nominata per la prima volta in un documento che risale al 980. L'origine del suo curioso nome è incerta. Secondo alcuni sembra che derivi dalla sua distanza da Reggio, ovvero il sesto miglio, mentre secondo altri da sessus, ovvero sedimento, probabilmente dall'alveo del torrente Crostolo che scorre a ponente dell'abitato. In questa villa ha la sua origine la famiglia dei Sessi (o da Sesso), una delle più attive nel panorama politico reggiano medioevale. La dimora che la nobile famiglia aveva a Sesso fu attaccata, nel 1226, dai reggiani e in altre occasioni subì diversi danneggiamenti. Dopo essere stata a lungo feudo dei Sessi, nel 1447 divenne comune indipendente, per poi essere unito a quello di Reggio.

### Seconda guerra mondiale
Durante la seconda guerra mondiale il territorio fu teatro delle rappresaglie di Sesso. Il 17 dicembre 1944 furono fucilati dai fascisti quattro giovani nel corso di un rastrellamento. Tre giorni dopo venne effettuata una nuova rappresaglia che causa 14 morti tra la popolazione civile. Tra le vittime anche Virginio Manfredi e tre dei suoi figli, un quarto era stato ucciso il 17. Il 21 dicembre infine vengono giustiziati dalle Brigate nere cinque giovani dei paesi vicini che si stavano recando a Reggio Emilia in bicicletta.

## Monumenti

### Architetture religiose
- Chiesa parrocchiale di Santa Maria Assunta
- Madonnina Bianca (o delle Due Torri), oratorio, sec. XVII
- Madonna del Castello, oratorio
- Beata Vergine del Buon Consiglio (o dei Becchi), oratorio
- Sant'Antonio di Padova, oratorio

### Architetture civili

#### Villa Tirelli Prampolini
Appena fuori dal paese, sulla via che porta a Villa Argine, si trova la villa Prampolini (poi Tirelli Prampolini). Questo interessante fabbricato fu dapprima costruito nel XVI secolo ma totalmente ristrutturato nella seconda metà dell'XIX secolo secondo un gusto arabeggiante, come si nota dalla facciata affrescata e dalla torre colombaia. Acquistata dai fratelli Giovanni e Natale Prampolini nei primi anni del Novecento, ha ospitato diverse personalità locali e nazionali, ed è stata al centro di un vasto parco e d'una florida azienda agricola prima di 266, poi di 164 ettari. Passò successivamente in eredità alla nobile famiglia Tirelli Prampolini.
Nel periodo bellico fu requisita dai tedeschi, i quali vi instaurarono un loro posto di comando.
Recentemente ha subito un restauro conservativo. All'interno sono presenti parati francesi risalenti sempre all'Ottocento.

## Società

### Evoluzione demografica
La zona ha conosciuto dalla seconda metà degli anni novanta un intenso sviluppo residenziale, mantenendo tuttavia un'importante cintura agricola.

## Cultura

### Eventi
Sesso è famosa nel reggiano per la sua centenaria fiera, che ogni anno si tiene nei primi giorni di settembre, una sagra paesana giunta nel 2022 alla sua 199ª edizione.

## Infrastrutture e trasporti

### Strade
Sesso è attraversata dalla SS 63, oggi di competenza del Comune in ambito urbano e strada provinciale nel tratto extraurbano, che gli permette di collegarsi a nord con Cadelbosco di Sopra e a sud con Reggio Emilia.

### Ferrovie
Sesso è stata attraversata dal 1927 al 1955 dalla linea ferroviaria Reggio Emilia-Boretto e, nella frazione, era presente una piccola stazione ferroviaria. Oggi a sud del centro abitato, parallela all'autostrada del Sole, è collocata la linea ferroviaria ad Alta Velocità Milano-Bologna.

## Galleria d'immagini

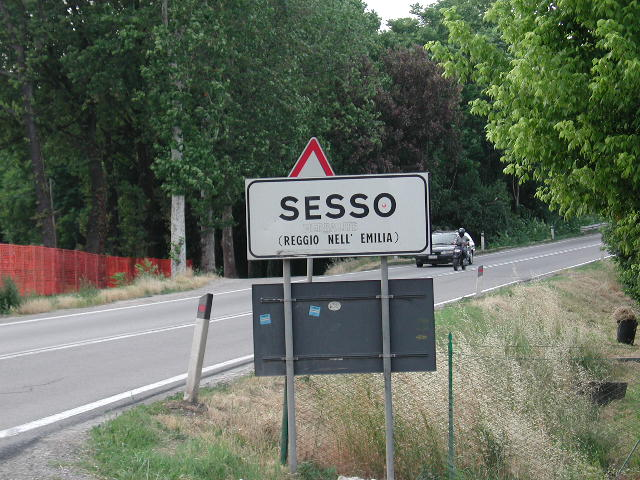
Inizio della "villa"
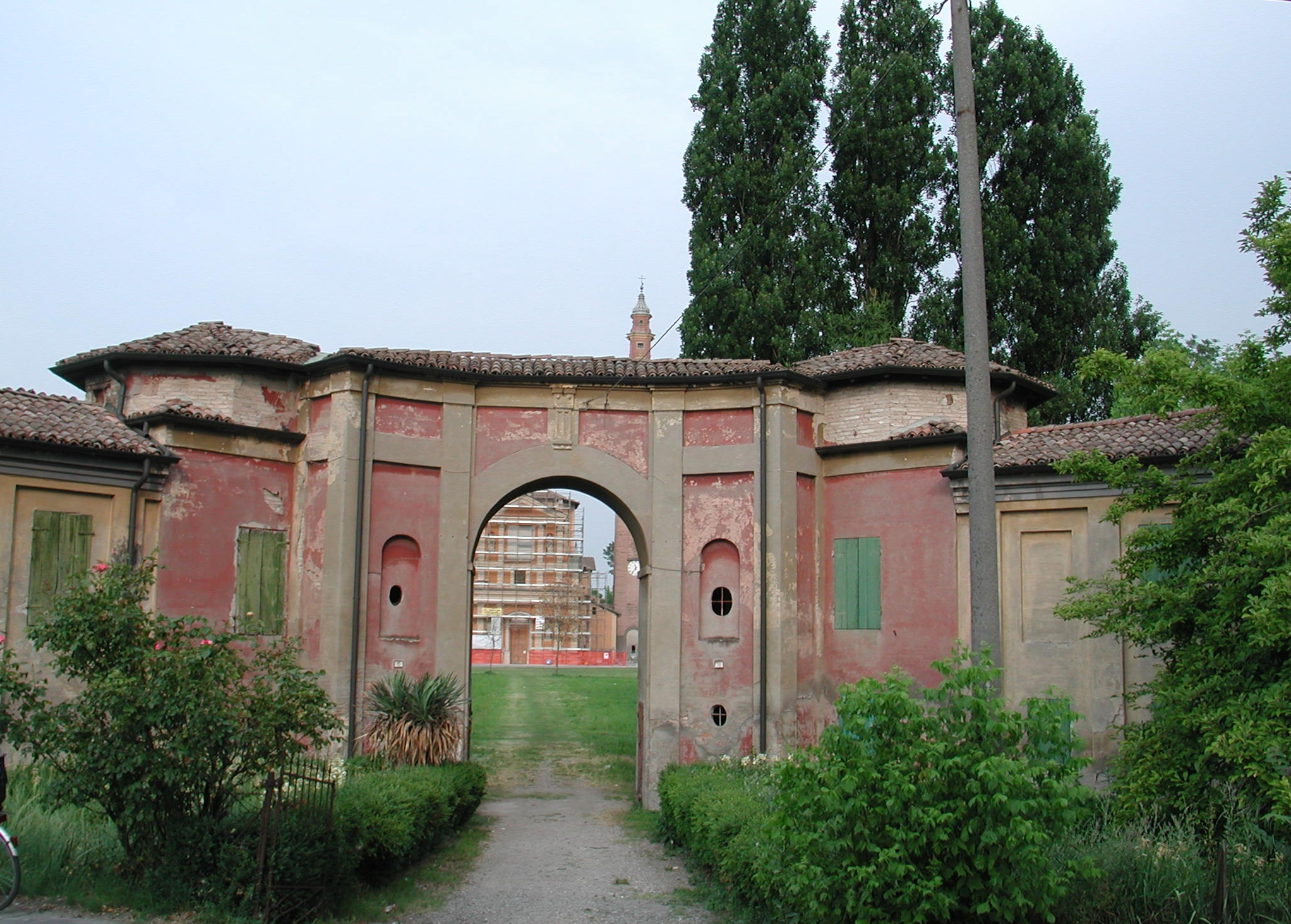
Arco di accesso al percorso verso la chiesa. Vecchia residenza della campanara (Torelli)
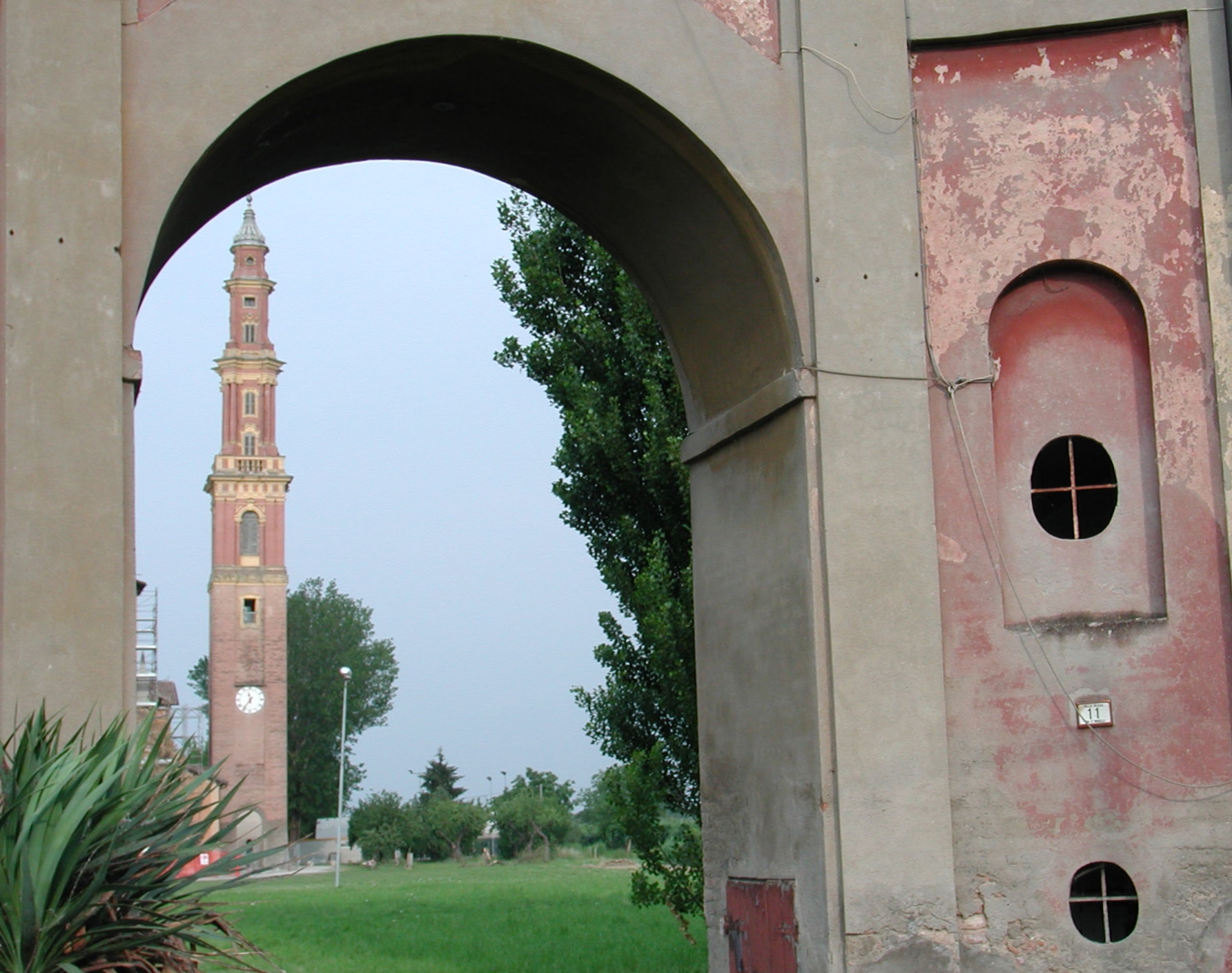
Particolare arco di accesso
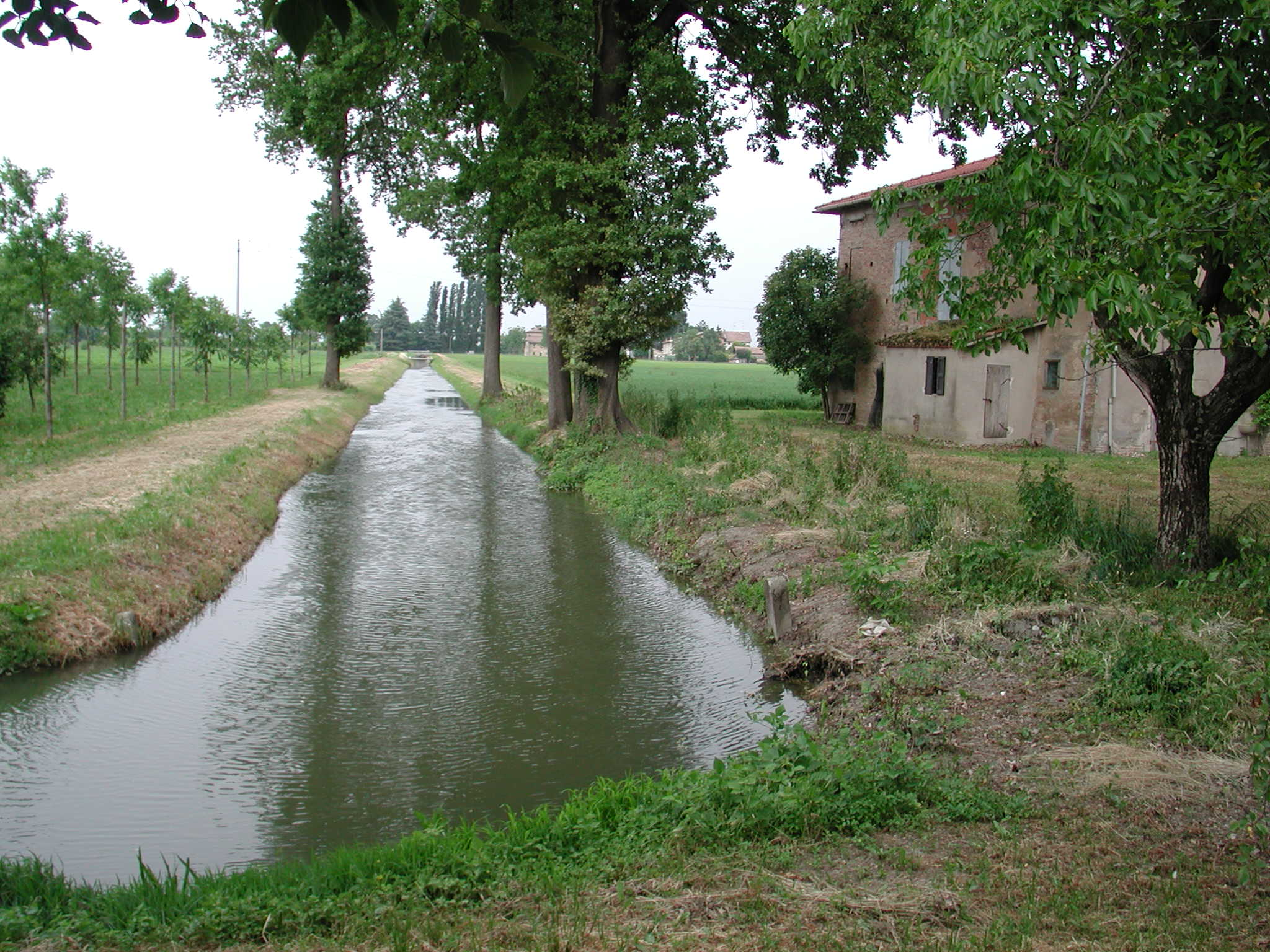
Uno dei numerosi canali di irrigazione
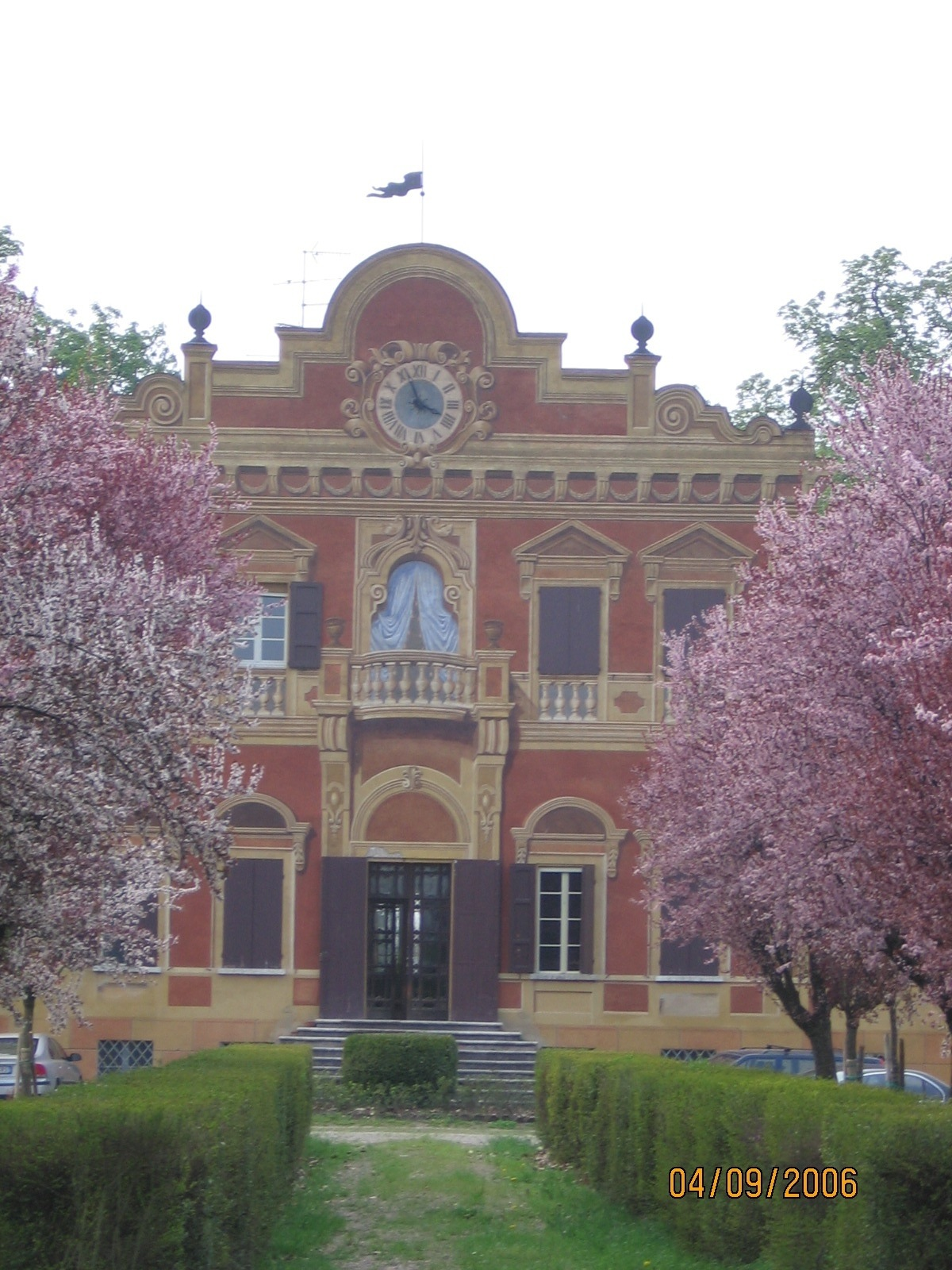
Villa Tirelli Prampolini